# بثيورانيات
البثيورانيات (الاسم العلمي:Dothideomycetidae) هي تحت طائفة من الفطريات تتبع الطائفة البثيورانية.

## التصنيف
- تحت طائفة البثيورانيات
  - رتبة المرنجيونيات
    - الإلسينوية
      - الإلسينوية